# Pristicerops
Pristicerops is een geslacht van insecten uit de orde van de vliesvleugeligen (Hymenoptera) en de familie Ichneumonidae.

## Soorten
- P. albosignatus (Habermehl, 1920)
- P. bakeri (Davis, 1898)
- P. infractorius (Linnaeus, 1761)
- P. laetepictus (Costa, 1863)
- P. larvator (Gravenhorst, 1829)
- P. principalis Heinrich, 1974
- P. rufithorax Riedel, 2011